# Hocaoğlu, Ferizli
Hocaoğlu là một xã thuộc quận Ferizli, tỉnh Sakarya, Thổ Nhĩ Kỳ. Dân số thời điểm năm 2008 là 114 người.